# Сотников, Вениамин Константинович
Вениамин Константинович Сотников (2 сентября 1929, с. Малонарымка, Семипалатинский округ, Казакская АССР, РСФСР, СССР — 26 февраля 1994, Санкт-Петербург, Россия) — Герой Социалистического Труда, директор ПО «Уралвагонзавод» в 1981—1989 годах.

## Биография
Окончил Сибирский металлургический институт в 1951 году, инженер-металлург. Кандидат технических наук (1987).
В 1951—1967 гг. — работал на Томском электромеханическом заводе; в 1967—1981 гг. — в ПО «Кировский завод» (Ленинград): начальник цеха, заместитель генерального директора по капитальному строительству; в 1981—1989 годах — генеральный директор ПО «Уралвагонзавод».
Под его руководством Уралвагонзавод стал крупнейшим машиностроительным комплексом, разработана новая структура управления, внедрены прогрессивные формы организации труда и освоены новые технологии и продукция. Автор разработки технологии изготовления износостойких нестареющих сталей путём специальной термической обработки и легирования титаном. Имеет 4 авторских свидетельства на изобретения. Автор 34 печатных работ.
Скончался 26 февраля 1994 года в Санкт-Петербурге. Похоронен на Красненьком кладбище.

## Награды
- 1966 — Орден «Знак Почёта»;
- 1971 — Орден Трудового Красного Знамени;
- 1976 — Орден Октябрьской Революции;
- 03.03.1986 — Медаль «Серп и Молот», звание Герой Социалистического Труда и орден Ленина.